# Giải Booker Quốc tế
Giải Booker Quốc tế (trước là Giải Man Booker Quốc tế) là một giải thưởng văn học quốc tế của Anh. Giải thưởng được giới thiệu tháng 6 năm 2004 để bổ sung cho Giải Man Booker. Tài trợ bởi Man Group, từ năm 2005 đến 2015 giải thưởng được trao hai năm một lần cho tác giả còn sống bất kể quốc tịch vì một công trình bằng tiếng Anh hoặc được dịch sang tiếng Anh. Giải thưởng ghi nhận "sức sáng tạo và phát triển bền bỉ cũng như đóng góp chung cho văn học hư cấu trên trường quốc tế", và trao cho toàn bộ công trình của tác giả thay vì một tác phẩm duy nhất.
Kể từ năm 2016, giải thưởng được trao hàng năm cho một quyển sách dịch sang tiếng Anh và xuất bản ở Anh và Ireland, với số tiền thưởng 50.000 bảng Anh chia đều cho tác giả và dịch giả của tác phẩm đoạt giải.
Từ ngày 1 tháng 6 năm 2019, Crankstart, quỹ từ thiện của Sir Michael Moritz và vợ Harriet Heyman, bắt đầu tài trợ cho Giải Booker. Kể từ đó, giải đổi tên thành Giải Booker và Giải Booker Quốc tế. Về quyết định hỗ trợ Quỹ Giải Booker và giải thưởng, Moritz nói, "Cả hai chúng tôi đều không thể tưởng tượng một ngày mà không đọc sách. Giải thưởng Booker là cách chúng tôi lan truyền những hiểu biết, những khám phá, những niềm vui và sự lý thú mà những tác phẩm hư cấu xuất sắc mang lại".

## Lịch sử

### Trước 2016
Trong khi Giải Man Booker chỉ dành cho tác giả từ khối Thịnh vượng chung, Ireland, và Zimbabwe, Giải Quốc tế dành cho tác giả mọi quốc tịch có tác phẩm bằng tiếng Anh, kể cả bản dịch. Giải thưởng trị giá 60.000 bảng Anh và được trao hai năm một lần cho toàn bộ sự nghiệp của một tác giả còn sống, tương tự như Giải Nobel Văn học. Giải Man Booker Quốc tế cũng có một giải cho bản dịch. Nếu áp dụng được, tác giả đoạt giải có thể chọn dịch giả của mình để nhận số tiền thưởng 15.000 bảng Anh.
Năm 2005, nhà văn Albania Ismail Kadare đoạt giải thưởng Man Booker Quốc tế đầu tiên. Ca ngợi sự đánh giá toàn diện, nhà báo Hephzibah Anderson cho rằng Giải Man Booker Quốc tế "nhanh chóng trở thành một giải thưởng quan trọng, một lựa chọn thay thế sáng giá cho giải Nobel".
| Năm  | Tác giả              | Quốc gia | Dịch giả                         | Ngôn ngữ      |
| ---- | -------------------- | -------- | -------------------------------- | ------------- |
| 2005 | Ismail Kadare        | Albania  | N/A                              | Tiếng Albania |
| 2007 | Chinua Achebe        | Nigeria  | N/A                              | Tiếng Anh     |
| 2009 | Alice Munro          | Canada   | N/A                              | Tiếng Anh     |
| 2011 | Philip Roth          | Hoa Kỳ   | N/A                              | Tiếng Anh     |
| 2013 | Lydia Davis          | Hoa Kỳ   | N/A                              | Tiếng Anh     |
| 2015 | László Krasznahorkai | Hungary  | George Szirtes và Ottilie Mulzet | Tiếng Hungary |

### Sau 2016
Tháng 7 năm 2015, Giải Văn học hư cấu Nước ngoài Independent thông báo ngừng tổ chức. Tiền thưởng của giải sẽ được góp vào Giải Man Booker Quốc tế, và sẽ hoạt động giống với giải Independent: hàng năm trao tặng một quyển sách hư cấu được dịch sang tiếng Anh, với số tiền thưởng 50.000 bảng Anh chia đều giữa tác giả và dịch giả. Mỗi tác giả và dịch giả được shortlist sẽ nhận 1.000 bảng Anh. Mục đích của giải thưởng là để khuyến khích việc xuất bản và đọc những tác phẩm dịch chất lượng và đề cao vai trò của dịch giả. Các giám khảo chọn một longlist gồm mười quyển sách vào tháng 3, lọc ra shortlist vào tháng 4, và tác phẩm đoạt giải được thông báo vào tháng 5.
| Năm  | Tác giả                 | Quốc gia | Dịch giả          | Quốc gia       | Tác phẩm                                        | Ngôn ngữ     |
| ---- | ----------------------- | -------- | ----------------- | -------------- | ----------------------------------------------- | ------------ |
| 2016 | Han Kang                | Hàn Quốc | Deborah Smith     | Vương quốc Anh | The Vegetarian (채식주의자)                     | Tiếng Hàn    |
| 2017 | David Grossman          | Israel   | Jessica Cohen     | Israel/Anh/Mỹ  | A Horse Walks Into a Bar (סוס אחד נכנס לבר)     | Tiếng Hebrew |
| 2018 | Olga Tokarczuk          | Ba Lan   | Jennifer Croft    | Hoa Kỳ         | Flights (Bieguni)                               | Tiếng Ba Lan |
| 2019 | Jokha al-Harthi         | Oman     | Marilyn Booth     | Hoa Kỳ         | Celestial Bodies (سـيّـدات الـقـمـر، روايـة)     | Tiếng Ả Rập  |
| 2020 | Marieke Lucas Rijneveld | Hà Lan   | Michele Hutchison | Vương quốc Anh | The Discomfort of Evening (De avond is ongemak) | Tiếng Hà Lan |
| 2021 | David Diop              | Pháp     | Anna Moschovakis  | Hoa Kỳ         | At Night All Blood is Black (Frère d'âme)       | Tiếng Pháp   |

## Đề cử

### 2005
Giải Man Booker Quốc tế đầu tiên được quyết định bởi John Carey, Alberto Manguel và Azar Nafisi. Các ứng viên được thông báo vào ngày 2 tháng 5 năm 2005 ở Đại học Georgetown tại Washington, D.C. Tiểu thuyết gia người Albania Ismail Kadare đoạt Giải Man Booker Quốc tế đầu tiên năm 2005. Trưởng ban giám khảo, Giáo sư John Carey nói Kadare là "một nhà văn toàn diện trong truyền thống kể chuyện bắt đầu từ Homer." Kadare nói anh "hết sức vinh dự" được nhận giải thưởng, và đã chọn một dịch giả để nhận số tiền thưởng 15.000 bảng Anh. Ngày 27 tháng 6, Kadare nhận giải thưởng của mình ở Edinburgh.
Người đoạt giải
- Ismail Kadare

Người được đề cử
| - Margaret Atwood (Canada) - Saul Bellow (Hoa Kỳ) - Gabriel García Márquez (Colombia) - Günter Grass (Đức) - Ismail Kadare (Albania) - Milan Kundera (Cộng hòa Séc) | - Stanisław Lem (Ba Lan) - Doris Lessing (Anh) - Ian McEwan (Anh) - Naguib Mahfouz (Ai Cập) - Tomas Eloy Martinez (Argentina) - Kenzaburo Oe (Nhật Bản) | - Cynthia Ozick (Hoa Kỳ) - Philip Roth (Hoa Kỳ) - Muriel Spark (Anh) - Antonio Tabucchi (Ý) - John Updike (Hoa Kỳ) - A.B. Yehoshua (Israel) |

### 2007
Giải thưởng năm 2007 được chấm bởi Elaine Showalter, Nadine Gordimer và Colm Tóibin. Các ứng cử viên cho Giải Man Booker Quốc tế thứ hai được thông báo vào ngày 12 tháng 4 năm 2007 tại Đại học Massey, Toronto. Tác giả người Nigeria Chinua Achebe được công bố là người đoạt giải thưởng Quốc tế năm 2007. Giám khảo Nadine Gordimer nói Achebe là "cha đẻ của văn học châu Phi hiện đại" và rằng anh là một phần "không thể thiếu" cho văn học thế giới. Ngày 28 tháng 6, Achebe nhận giải thưởng của mình ở Oxford.
Người đoạt giải
- Chinua Achebe

Người được đề cử
| - Chinua Achebe (Nigeria) - Margaret Atwood (Canada) - John Banville (Ireland) - Peter Carey (Úc) - Don DeLillo (Hoa Kỳ) | - Carlos Fuentes (Mexico) - Doris Lessing (Anh) - Ian McEwan (Anh) - Harry Mulisch (Hà Lan) - Alice Munro (Canada) | - Michael Ondaatje (Sri Lanka/Canada) - Amos Oz (Israel) - Philip Roth (Hoa Kỳ) - Salman Rushdie (Ấn Độ/ Anh) - Michel Tournier (Pháp) |

### 2009
Giải thưởng năm 2009 được chấm bởi Jane Smiley, Amit Chaudhuri và Andrey Kurkov. Các ứng cử viên cho Giải Man Booker Quốc tế thứ ba được thông báo ngày 18 tháng 3 năm 2009 tại Thư viện Công cộng New York. Nhà văn truyện ngắn người Canada Munro đoạt giải thưởng năm 2009 cho những tác phẩm của cô. Giám khảo Jane Smiley nói việc chọn một người duy nhất là "một thử thách", nhưng Munro đã chiến thắng ban giám khảo. Về công trình của Munro, Smiley nói "Văn của cô ấy về cơ bản là hoàn hảo. Bất kỳ nhà văn nào cũng phải kinh ngạc trước những tác phẩm tinh tế và chính xác của cô. Sự thấu hiểu về mọi lĩnh vực của cô thật sắc bén". Munro, người nói cô "hoàn toàn bất ngờ và vui mừng" trước kết quả, nhận giải thưởng tại Đại học Trinity Dublin ngày 25 tháng 6.
Người đoạt giải
- Alice Munro

Người được đề cử
| - Peter Carey (Úc) - Evan S. Connell (Hoa Kỳ) - Mahasweta Devi (Ấn Độ) - E. L. Doctorow (Hoa Kỳ) - James Kelman (Anh) | - Mario Vargas Llosa (Peru) - Arnošt Lustig (Cộng hòa Séc) - Alice Munro (Canada) - V. S. Naipaul (Trinidad/Anh) - Joyce Carol Oates (Hoa Kỳ) | - Antonio Tabucchi (Ý) - Ngũgĩ wa Thiong'o (Kenya) - Dubravka Ugrešić (Croatia) - Lyudmila Ulitskaya (Nga) |

### 2011
Giải thưởng năm 2011 được chấm bởi Rick Gekoski, Carmen Callil (rút lui để phản đối kết quả) và Justin Cartwright. Các ứng viên cho Giải Man Booker Quốc tế lần thứ tư được thông báo ngày 30 tháng 3 năm 2011 tại Sydney, Úc. John le Carré yêu cầu được loại khỏi danh sách, nói rằng anh rất "hãnh diện", nhưng không muốn tranh tài ở giải thưởng văn học. Tuy nhiên, giám khảo Dr Rick Gekoski nói mặc dù anh thất vọng khi le Carré muốn rút lui, tên của anh sẽ vẫn có trên danh sách. Ngày 18 tháng 5 năm 2011, tiểu thuyết gia người Mỹ Roth tại Lễ hội Nhà văn Sydney. Về giải thưởng của mình, Roth nói, "Đây là một vinh dự lớn và tôi rất vui được nhận nó". Anh hy vọng rằng giải thưởng sẽ giúp anh nhận được sự quan tâm của độc giả toàn thế giới, những người không biết đến những tác phẩm của anh. Ngày 28 tháng 6, Roth nhận giải thưởng của mình ở Luân Đôn; tuy nhiên, anh không thể tham dự trực tiếp vì lý do sức khỏe nên đã gửi một đoạn video ngắn. Sau khi Roth được công bố là người đoạt giải, Carmen Callil xin rút khỏi ban giám khảo, nói rằng "Tôi không coi anh ta là nhà văn... trong 20 năm nữa liệu còn ai đọc anh ta nữa?" Callil sau đó viết một bài xã luận trong tờ The Guardian giải thích quan điểm của mình và tại sao cô rời khỏi ban giám khảo.
Người đoạt giải
- Philip Roth

Người được đề cử
| - Vương An Ức (Trung Quốc) - Juan Goytisolo (Tây Ban Nha) - James Kelman (Anh) - John le Carré (Anh) - Amin Maalouf (Liban) | - David Malouf (Úc) - Dacia Maraini (Ý) - Rohinton Mistry (Ấn Độ/Canada) - Philip Pullman (Anh) - Marilynne Robinson (Hoa Kỳ) | - Philip Roth (Hoa Kỳ) - Tô Đồng (Trung Quốc) - Anne Tyler (Hoa Kỳ) |

### 2013
Giải thưởng năm 2013 được chấm bởi Christopher Ricks, Elif Batuman, Aminatta Forna, Lý Dực Vân và Tim Parks. Các ứng viên cho giải thưởng Man Booker Quốc tế lần thứ năm được công bố ngày 24 tháng 1 năm 2013. Marilynne Robinson là người duy nhất trong mười ứng cử viên là từng được đề cử trước đây. Ngày 22 tháng 5, nhà văn truyện ngắn Lydia Davis được công bố là người đoạt giải thưởng năm 2013 tại một buổi lễ ở Bảo tàng Victoria và Albert, Luân Đôn. Thông báo chính thức về giải thưởng của Davis trên trang web giải thưởng Man Booker mô tả văn chương của cô có "sự súc tích và chính xác của thơ ca". Trưởng ban giám khảo Christopher Ricks nói rằng, "Có sự cảnh giác trong những câu chuyện của cô ấy, và There is vigilance to her stories, và sự chú ý đầy mộng tưởng. Cảnh giác ở cách cảm nhận sự vật đến từng con chữ và âm tiết; cảnh giác ở từng động cơ đen tối và cảm giác mờ ảo của mỗi người".
Người đoạt giải
- Lydia Davis[23]

Người được đề cử
| - U R Ananthamurthy (Ấn Độ) - Aharon Appelfeld (Israel) - Lydia Davis (Hoa Kỳ) - Intizar Hussain (Pakistan) - Diêm Liên Khoa (Trung Quốc) | - Marie NDiaye (Pháp) - Josip Novakovich (Canada) - Marilynne Robinson (Hoa Kỳ) - Vladimir Sorokin (Nga) - Peter Stamm (Thụy Sĩ) |

### 2015
Giải thưởng năm 2015 được chấm bởi Marina Warner, Nadeem Aslam, Elleke Boehmer, Edwin Frank và Wen-chin Ouyang. Ngày 24 tháng 3 năm 2015, các ứng viên cho Giải Man Booker Quốc tế lần thứ sáu được công bố. László Krasznahorkai trở thành tác giả Hungary đầu tiên nhận giải thưởng Man Booker, cho những "đóng góp trong văn học hư cấu trên trường quốc tế" của anh. Trưởng ban tác giả Marina Warner so sánh văn chương của anh với Kafka và Beckett. Hai dịch giả của Krasznahorkai, George Szirtes và Ottilie Mulzet, cùng nhận số tiền thưởng 15.000 bảng Anh cho dịch giả.
Người đoạt giải
- László Krasznahorkai[27]

Người được đề cử
| - César Aira (Argentina) - Hoda Barakat (Liban) - Maryse Condé (Guadeloupe) - Mia Couto (Mozambique) - Amitav Ghosh (Ấn Độ) | - Fanny Howe (Hoa Kỳ) - Ibrahim al-Koni (Libya) - László Krasznahorkai (Hungary) - Alain Mabanckou (Cộng hòa Congo) - Marlene van Niekerk (Nam Phi) |

### 2016
Giải thưởng năm 2016 được chấm bởi Boyd Tonkin, Tahmima Anam, David Bellos, Daniel Medin và Ruth Padel. Các ứng viên cho giải Man Booker Quốc tế lần thứ bảy được công bố ngày 14 tháng 4 năm 2016. Sáu ứng cử viên được chọn từ longlist gồm 13 người. Han trở thành tác giả Hàn Quốc đầu tiên nhận giải thưởng, và theo hình thức mới cho năm 2016, Smith trở thành dịch giả đầu tiên cùng nhận giải. Nhà báo Anh Boyd Tonkin, trưởng ban giám khảo, nói rằng toàn bộ ban giám khảo nhất trí với quyết định ấy. Về quyển sách, anh nói, "bằng một văn phong bay bổng và sắc bén, nó cho thấy tác động của sự chối từ lên nữ chính và những người xung quanh cô. Quyển sách đặc kín, thanh nhã và đáng sợ này sẽ tồn đọng trong tâm trí, và có khi là giấc mơ, của độc giả rất lâu".
Người đoạt giải
- Han Kang (Hàn Quốc), Deborah Smith (dịch giả), cho The Vegetarian

Shortlist
- José Eduardo Agualusa (Angola), Daniel Hahn (dịch giả), cho A General Theory of Oblivion (Teoria Geral do Esquecimento)
- Elena Ferrante (Ý), Ann Goldstein (dịch giả), cho The Story of the Lost Child (Storia della bambina perduta)
- Diêm Liên Khoa (Trung Quốc), Carlos Rojas (dịch giả), cho The Four Books (四書)
- Orhan Pamuk (Thổ Nhĩ Kỳ), Ekin Oklap (dịch giả), cho A Strangeness in My Mind (Kafamda Bir Tuhaflık)
- Robert Seethaler (Áo), Charlotte Collins (dịch giả), cho A Whole Life (Ein ganzes Leben)

Longlist
- Maylis de Kerangal (Pháp), Jessica Moore (dịch giả), cho Mend the Living (Réparer les vivants)
- Eka Kurniawan (Indonesia), Labodalih Sembiring (dịch giả), cho Man Tiger (Lelaki Harimau)
- Fiston Mwanza Mujila (Cộng hòa Dân chủ Congo), Roland Glasser (dịch giả), cho Tram 83
- Raduan Nassar (Brazil), Stefan Tobler (dịch giả), cho A Cup of Rage (Um Copo de Cólera)
- Marie NDiaye (Pháp), Jordan Stump (dịch giả), cho Ladivine
- Kenzaburō Ōe (Nhật Bản), Deborah Boliver Boehm (dịch giả), cho Death by Water (水死)
- Aki Ollikainen (Finland), Emily Jeremiah & Fleur Jeremiah (dịch giả), cho White Hunger (Nälkävuosi)

### 2018
Giải thưởng năm 2018 được chấm bởi Lisa Appignanesi, OBE, FRSL, Michael Hofmann, Hari Kunzru, Tim Martin và Helen Oyeyemi. Danh sách ứng viên longlist cho Giải Man Booker Quốc tế lần thứ chín được công bố ngày 12 tháng 3 năm 2018. Ngày 12 tháng 4 năm 2018, sáu quyển sách lọt vào shortlist được công bố tại Somerset House ở Luân Đôn. Ngày 22 tháng 5 năm 2018, tại Bảo tàng Victoria và Albert ở Luân Đôn, Tokarczuk được công bố là người đoạt giải, trờ thành tác giả Ba Lan đầu tiên nhận giải thưởng này, cùng với dịch giả Croft. Lisa Appignanesi mô tả Tokarczuk là một "nhà văn với sự hóm hỉnh, trí tưởng tượng tài tình và màu sắc văn chương chói lóa."
Người đoạt giải
- Olga Tokarczuk (Ba Lan), Jennifer Croft (dịch giả), cho Flights[35][36]

Shortlist
- Virginie Despentes (Pháp), Frank Wynne (dịch giả), cho Vernon Subutex 1 (MacLehose Press)
- Han Kang (Hàn Quốc), Deborah Smith (dịch giả), cho The White Book (Portobello Books) (흰)
- László Krasznahorkai (Hungary), John Batki, Ottilie Mulzet & George Szirtes (dịch giả), cho The World Goes On (Tuskar Rock Press) (Megy a világ)
- Antonio Muñoz Molina (Tây Ban Nha), Camilo A. Ramirez (dịch giả), cho Like a Fading Shadow (Tuskar Rock Press) (Como la sombra que se va)
- Ahmed Saadawi (Iraq), Jonathan Wright (dịch giả), cho Frankenstein in Baghdad (Oneworld) (فرانكشتاين في بغداد)

Longlist
- Laurent Binet (Pháp), Sam Taylor (dịch giả), cho The 7th Function of Language (Harvill Secker) (La Septième Fonction du langage)
- Javier Cercas (Tây Ban Nha), Frank Wynne (dịch giả), cho The Impostor (MacLehose Press) (El impostor)
- Jenny Erpenbeck (Đức), Susan Bernofsky (dịch giả), cho Go, Went, Gone (Portobello Books) (Gehen, ging, gegangen)
- Ariana Harwicz (Argentina), Sarah Moses & Carolina Orloff (dịch giả), cho Die, My Love (Charco Press) (Matate, amor)
- Christoph Ransmayr (Áo), Simon Pare (dịch giả), cho The Flying Mountain (Seagull Books) (Der fliegende Berg)
- Ngô Minh Ích (Đài Loan), Darryl Sterk (dịch giả), cho The Stolen Bicycle (Text Publishing) (單車失竊記)
- Gabriela Ybarra (Tây Ban Nha), Natasha Wimmer (dịch giả), cho The Dinner Guest (Harvill Secker) (El comensal)

### 2019
Giải thưởng năm 2019 được chấm bởi Bettany Hughes, Maureen Freely, Angie Hobbs, Pankaj Mishra và Elnathan John. Ngày 13 tháng 3 năm 2019, longlist cho giải Man Booker Quốc tế lần thứ 10 được công bố. Ngày 9 tháng 4 năm 2019, danh sách shortlist được công bố. Jokha Alharthi được công bố là tác giả Ả Rập đầu tiên nhận giải Man Booker Quốc tế ngày 21 tháng 5 năm 2019.
Tác phẩm đoạt giải
- Celestial Bodies bởi Jokha Alharthi (Oman), dịch từ tiếng Ả Rập bởi Marilyn Booth (Sandstone Press)

Shortlist
- The Years (Les Années) bởi Annie Ernaux (Pháp), dịch từ tiếng Pháp bởi Alison L Strayer (Fitzcarraldo Editions)
- The Pine Islands (Die Kieferninseln) bởi Marion Poschmann (Đức), dịch từ tiếng Đức bởi Jen Calleja (Serpent's Tail)
- Drive Your Plow Over the Bones of the Dead (Prowadź swój pług przez kości umarłych) bởi Olga Tokarczuk (Ba Lan), dịch từ tiếng Ba Lan bởi Antonia Lloyd-Jones (Fitzcarraldo Editions)
- The Shape of the Ruins (La forma de las ruinas) bởi Juan Gabriel Vásquez (Colombia), dịch từ tiếng Tây Ban Nha bởi Anne McLean (MacLehose Press)
- The Remainder (La resta) bởi Alia Trabucco Zeran (Chile), dịch từ tiếng Tây Ban Nha bởi Sophie Hughes (And Other Stories)

Longlist
- Love in the New Millennium (新世纪爱情故事) bởi Tàn Tuyết (Trung Quốc), dịch từ tiếng Trung bởi Annelise Finegan Wasmoen (Yale University Press)
- At Dusk (해질무렵) bởi Hwang Sok-yong (Hàn Quốc), dịch từ tiếng Hàn bởi Sora Kim-Russell (Scribe)
- Jokes for the Gunmen (نكات للمسلحين) bởi Mazen Maarouf (Palestine-Iceland), dịch từ tiếng Ả Rập bởi Jonathan Wright (Granta)
- Four Soldiers (Quatre Soldats) bởi Hubert Mingarelli (Pháp), dịch từ tiếng Pháp bởi Sam Taylor (Portobello)
- Mouthful of Birds (Pájaros en la boca) bởi Samanta Schweblin (Argentina), dịch từ tiếng Tây Ban Nha bởi Megan McDowell (Oneworld)
- The Faculty of Dreams (Drömfakulteten) bởi Sara Stridsberg (Thụy Điển), dịch từ tiếng Thụy Điển bởi Deborah Bragan-Turner (MacLehose Press)
- The Death of Murat Idrissi (De dood van Murat Idrissi) bởi Tommy Wieringa (Hà Lan), dịch từ tiếng Hà Lan bởi Sam Garrett (Scribe)

### 2020
Giải thưởng năm 2020 được chấm bởi Ted Hodgkinson, Jennifer Croft, Valeria Luiselli, Jeet Thayil và Lucie Campos. Ngày 27 tháng 2 năm 2020, longlist cho giải thưởng được công bố. Danh sách shortlist được công bố ngày 2 tháng 4 năm 2020. Tác phẩm đoạt giải ban đầu dự kiến được công bố ngày 19 tháng 5 năm 2020, tuy nhiên do đại dịch COVID-19 phải hoãn đến ngày 26 tháng 8 năm 2020.
Tác phẩm đoạt giải
- The Discomfort of Evening bởi Marieke Lucas Rijneveld (Hà Lan), dịch từ tiếng Hà Lan bởi Michele Hutchison (Faber & Faber)[44]

Shortlist
- The Enlightenment of The Greengage Tree (اشراق درخت گوجه سبز) bởi Shokoofeh Azar (Iran), dịch từ tiếng Ba Tư bởi Khuyết danh (Europa Editions)
- The Adventures of China Iron (Las aventuras de la China Iron) bởi Gabriela Cabezón Cámara (Argentina), dịch từ tiếng Tây Ban Nha bởi Iona Macintyre và Fiona Mackintosh (Charco Press)
- Tyll bởi Daniel Kehlmann (Đức), dịch từ tiếng Đức bởi Ross Benjamin (Quercus)
- Hurricane Season (Temporada de huracanes) bởi Fernanda Melchor (Mexico), dịch từ tiếng Tây Ban Nha bởi Sophie Hughes (Fitzcarraldo Editions)
- The Memory Police (密やかな結晶) bởi Ogawa Yoko (Nhật Bản), dịch từ tiếng Nhật bởi Stephen Snyder (Harvill Secker)

Longlist
- Red Dog (Buys: 'n grensroman) bởi Willem Anker (Nam Phi), dịch từ tiếng Afrikaans bởi Michiel Heyns (Pushkin Press)
- The Other Name: Septology I – II (Det andre namnet - Septologien I - II) bởi Jon Fosse (Na Uy), dịch từ tiếng Na Uy bởi Damion Searls (Fitzcarraldo Editions)
- The Eighth Life (Das achte Leben (Für Brilka)) bởi Nino Haratischvili (Georgia/Đức), dịch từ tiếng Đức bởi Charlotte Collins và Ruth Martin (Scribe UK)
- Serotonin (Sérotonine) bởi Michel Houellebecq (Pháp), dịch từ tiếng Pháp bởi Shaun Whiteside (William Heinemann)
- Faces on the Tip of My Tongue (Un renard à mains nues) bởi Emmanuelle Pagano (Pháp), dịch từ tiếng Pháp bởi Sophie Lewis và Jennifer Higgins (Peirene Press)
- Little Eyes (Kentukis) bởi Samanta Schweblin (Argentina), dịch từ tiếng Tây Ban Nha bởi Megan McDowell (Oneworld)
- Mac and His Problem (Mac y su contratiempo) bởi Enrique Vila-Matas (Tây Ban Nha), dịch từ tiếng Tây Ban Nha bởi Margaret Jull Costa và Sophie Hughes (Harvill Secker)

### 2021
Giải thưởng năm 2021 được chấm bởi Lucy Hughes-Hallett, Aida Edemariam, Neel Mukherjee, Olivette Otele và George Szirtes. Danh sách longlist được công bố ngày 30 tháng 3 năm 2021, shortlist ngày 22 tháng 4, và tác giả cùng dịch giả đoạt giải được công bố ngày 2 tháng 6 năm 2021.
Tác phẩm đoạt giải
- At Night All Blood is Black bởi David Diop, dịch từ tiếng Pháp bởi Anna Moschovakis (Pushkin Press)

Shortlist
- The Dangers of Smoking in Bed (Los peligros de fumar en la cama) bởi Mariana Enríquez, dịch từ tiếng Tây Ban Nha bởi Megan McDowell (Granta Books)
- The Employees (De ansatte) bởi Olga Ravn, dịch từ tiếng Đan Mạch bởi Martin Aitken (Lolli Editions)
- When We Cease to Understand the World (Un verdor terrible) bởi Benjamín Labatut, dịch từ tiếng Tây Ban Nha bởi Adrian Nathan West (Pushkin Press)
- In Memory of Memory (Памяти памяти) bởi Maria Stepanova, dịch từ tiếng Nga bởi Sasha Dugdale (Fitzcarraldo Editions)
- The War of the Poor (La Guerre des pauvres) bởi Éric Vuillard, dịch từ tiếng Pháp bởi Mark Polizzotti (Picador)

Longlist
- I Live in the Slums bởi Tàn Tuyết, dịch từ tiếng Trung bởi Karen Gernant & Chen Zeping (Yale University Press)
- The Pear Field (მსხლების მინდორი) bởi Nana Ekvtimishvili, dịch từ tiếng Georgia bởi Elizabeth Heighway (Peirene Press)
- The Perfect Nine: The Epic Gikuyu and Mumbi (Kenda Mũiyũru: Rũgano rwa Gĩkũyũ na Mũmbi) bởi Ngũgĩ wa Thiong'o, dịch từ tiếng Gikuyu bởi tác giả (Harvill Secker)
- Summer Brother (Zomervacht) bởi Jaap Robben, dịch từ tiếng Hà Lan bởi David Doherty (World Editions)
- An Inventory of Losses (Verzeichnis einiger Verluste) bởi Judith Schalansky, dịch từ tiếng Đức bởi Jackie Smith (MacLehose Press)
- Minor Detail (تفصيل ثانوي) bởi Adania Shibli, dịch từ tiếng Ả Rập bởi Elisabeth Jaquette (Fitzcarraldo Editions)
- Wretchedness (Eländet) bởi Andrzej Tichý, dịch từ tiếng Thụy Điển bởi Nichola Smalley (And Other Stories)